# Peter Elsholtz
Peter Ludwig Wilhelm Elsholtz (né le 20 octobre 1907 à Berlin, mort le 30 août 1977 dans la même ville) est un acteur et metteur en scène allemand.

## Biographie
Fils de commerçant, il a une formation artistique au milieu des années 1920 au Max Reinhardt Seminar puis a son premier engagement à Vienne en 1926. L'année suivante, il vient au Kammerspiele de Munich. Il travaille ensuite à Leipzig, Königsberg et Berlin, où on le peut voir au début des années 1930 notamment au Saltenburg-Bühnen, au Komödienhaus, au Hebbel-Theater et à la Tribüne. À certains moments, il assiste Karlheinz Martin également à la direction du théâtre Hebbel et y travaille également en tant que metteur en scène.
Installé régulièrement à Berlin en 1934, Peter Elsholtz apparaît deux ans plus tard pour la première fois devant la caméra. Jusqu'à la fin de la Seconde Guerre mondiale, l'acteur est un interprète recherché pour de la figuration importante. Il participe à des films de propagande.
Après la guerre, Elsholtz ne tourne que rarement, mais il se consacre à la synchronisation.
Peter Elsholtz est l'époux de Karin Vielmetter. Leurs enfants Edith Elsholtz et Arne Elsholtz seront actrices.

## Filmographie
- 1936 : La Neuvième Symphonie
- 1936 : Das Schloß in Flandern
- 1936 : La Chevauchée de la liberté (de)
- 1936 : Le Saut de la mort (de)
- 1937 : Crépuscule
- 1937 : La Citadelle de Varsovie
- 1937 : Un mariage sous la révolution
- 1937 : Le Défi
- 1938 : La Femme au carrefour (de)
- 1938 : Schatten über St. Pauli
- 1938 : En fils de soie
- 1938 : Zwei Frauen
- 1938 : Verliebtes Abenteuer
- 1939 : Der letzte Appell de Max W. Kimmich
- 1939 : Mann für Mann (de)
- 1939 : La Lutte héroïque
- 1939 : Faux coupables
- 1941 : Blutsbrüderschaft
- 1940 : Le Renard de Glenarvon
- 1940 : Les Trois Codonas
- 1940 : Erreur douloureuse (de)
- 1940 : Musique de rêve
- 1940 : Falschmünzer (de)
- 1940 : Ma vie pour l'Irlande
- 1941 : Un crime stupéfiant (de)
- 1941 : L'Appel du devoir (Über alles in der Welt)
- 1941 : En selle pour l'Allemagne (...reitet für Deutschland)
- 1941 : Venus vor Gericht
- 1942 : Attentat à Bakou
- 1942 : Andreas Schlüter
- 1942 : Stimme des Herzens
- 1942 : Titanic
- 1942 : Wenn der junge Wein blüht
- 1943 : Le Chant de la métropole
- 1948 : Straßenbekanntschaft (de)
- 1948 : Verführte Hände
- 1952 : Cuba Cabana (de)
- 1953 : Musik bei Nacht (de)
- 1955 : Urlaub auf Ehrenwort (de)
- 1957 : Au revoir Franziska